# Монт-Алто (Пенсільванія)
Монт-Алто (англ. Mont Alto) — місто (англ. borough) в США, в окрузі Франклін штату Пенсільванія. Населення — 1580 осіб (2020).

## Географія
Монт-Алто розташований за координатами 39°50′27″ пн. ш. 77°33′21″ зх. д. / 39.84083° пн. ш. 77.55583° зх. д. (39.840800, -77.555884).  За даними Бюро перепису населення США в 2010 році місто мало площу 1,47 км², уся площа — суходіл.

## Демографія
Згідно з переписом 2010 року, у селищі мешкало 1705 осіб у 594 домогосподарствах у складі 429 родин. Густота населення становила 1158 осіб/км².  Було 639 помешкань (434/км²).
Расовий склад населення:
| - 92,9 % — білих - 4,0 % — чорних або афроамериканців - 0,7 % — азіатів - 0,2 % — корінних американців |

До двох чи більше рас належало 1,8 %. Частка іспаномовних становила 2,1 % від усіх жителів.
За віковим діапазоном населення розподілялося таким чином: 21,4 % — особи молодші 18 років, 66,5 % — особи у віці 18—64 років, 12,1 % — особи у віці 65 років та старші. Медіана віку мешканця становила 33,0 року. На 100 осіб жіночої статі у селищі припадало 96,4 чоловіків;  на 100 жінок у віці від 18 років та старших — 94,8 чоловіків також старших 18 років.
Середній дохід на одне домашнє господарство  становив 63 179 доларів США (медіана — 63 750), а середній дохід на одну сім'ю — 69 756 доларів (медіана — 70 268). Медіана доходів становила 47 143 долари для чоловіків та 31 544 долари для жінок. За межею бідності перебувало 11,3 % осіб, у тому числі 10,3 % дітей у віці до 18 років та 10,7 % осіб у віці 65 років та старших.
Цивільне працевлаштоване населення становило 949 осіб. Основні галузі зайнятості: освіта, охорона здоров'я та соціальна допомога — 21,7 %, виробництво — 17,5 %, мистецтво, розваги та відпочинок — 14,5 %, роздрібна торгівля — 13,2 %.